# Benarrabá
Benarrabá is een gemeente in de Spaanse provincie Málaga in de regio Andalusië met een oppervlakte van 24,90 km². Benarrabá telt 493 inwoners (1 januari 2016).

## Demografische ontwikkeling
Bron: INE, 1857-2011: volkstellingen